# Christian Belz
Christian Belz (* 11. September 1974 in Zürich) ist ein ehemaliger Schweizer Langstreckenläufer. Er ist Schweizer Rekordhalter im Hindernislauf und 18-facher Schweizer Meister sowie zweifacher Teilnehmer an Olympischen Sommerspielen.

## Biografie
Mitte der 1990er-Jahre spezialisierte er sich auf den 3000-Meter-Hindernislauf, ab 1998 profimässig. Bei den Leichtathletik-Weltmeisterschaften 1999 in Sevilla und bei den Olympischen Spielen 2000 in Sydney schied er im Vorlauf aus. 2001 wurde er Fünfter bei den Crosslauf-Europameisterschaften, kam bei den Weltmeisterschaften in Edmonton auf den 13. Platz und gewann Bronze bei der Universiade. Nachdem er an den Leichtathletik-Europameisterschaften 2002 den Final im 3000-Meter-Hindernislauf nicht erreicht hatte, startete er dort im 5000-Meter-Lauf und erreichte den 12. Platz. Danach konzentrierte sich Belz auf die Flachdistanzen.
2003 belegte er bei den Crosslauf-Weltmeisterschaften den Platz 18 auf der Kurzstrecke und bei den Weltmeisterschaften in Paris/Saint-Denis Platz 13 über 5000 Meter, bei den Olympischen Spielen 2004 in Athen kam er über dieselbe Distanz nicht über den Vorlauf hinaus.
2005 konnte er den 20-jährigen Schweizer Rekord von Markus Ryffel im 10'000-Meter-Lauf brechen und wurde zum Schweizer Leichtathleten des Jahres gewählt. Im darauf folgenden Jahr belegte Belz an den Europameisterschaften in Göteborg über 10'000 Meter den undankbaren vierten Rang. Im Oktober 2006 gab Belz bekannt, auf die Halbmarathon- und Marathonstrecke zu wechseln.
2007 begann die Saison für ihn mit einem Streckenrekord beim Reusslauf (10,5 km) und dem Schweizer Meistertitel im 10-Kilometer-Strassenlauf. Sein Marathondebüt gab Belz beim Köln-Marathon. Die Limite für die Olympischen Spiele 2008 in Peking verpasste er dort um über eineinhalb Minuten. Einen zweiten Anlauf für die Limite wollte er am Zürich-Marathon nehmen. Allerdings konnte er auf Grund einer Verletzung nicht an den Start gehen und sich daher nicht für die Spiele in Peking qualifizieren.
Nach über einem Jahr Wettkampfpause lief Belz am Kerzerslauf 2009 als bester Schweizer auf den siebten Rang, im September gewann er mit dem Schweizer Meistertitel im Halbmarathon seinen zweiten Titel auf der Strasse, und als bester Schweizer am Zürcher Silvesterlauf sicherte er sich Ende Jahr auch den Sieg im Post-Cup. 2010 lief Belz beim 10'000-Meter-Lauf an den Leichtathletik-Europameisterschaften in Barcelona auf den sechsten Platz. Nach dem Zürcher Silvesterlauf, den er als bester Schweizer auf Rang sieben beendete, gab er am 12. Dezember 2010 seinen Rücktritt vom Spitzensport bekannt. Belz nahm aber weiterhin an Strassenläufen teil und lief dort immer noch in der nationalen Spitze mit. So beendete er den Grand Prix von Bern 2011 als bester Schweizer auf dem zwölften Rang.
Belz startete für den Stadtturnverein Bern und wurde von Gerhard Dieboldswyler trainiert. 1996 bis 1998 studierte und lief Belz an der University of Washington in Seattle, wo er es zu einem All American schaffte. Er schloss sein Studium mit einem Bachelor of Arts ab. Belz ist wissenschaftlicher Mitarbeiter der Sportökonomie beim BASPO (Bundesamt für Sport).
Er ist verheiratet mit der ehemaligen 800-Meter-Olympiateilnehmerin Anita Brägger, zusammen haben sie drei Töchter.

## Erfolge
- 1996: Schweizer Meister 3000 Meter Steeple, Schweizer Hallenmeister 1500 Meter
- 1997: Schweizer Meister 3000 Meter Steeple
- 1999: Schweizer Meister 3000 Meter Steeple, Schweizer Hallenmeister 1500 Meter
- 2001: 13. Rang Weltmeisterschaften 3000 Meter Steeple, 3. Rang Universiade 3000 Meter Steeple und 5000 Meter, 5. Platz Cross-Europameisterschaften
- 2002: 12. Platz Europameisterschaften 5000 Meter, Schweizer Meister 3000 Meter Steeple, Schweizer Hallenmeister 3000 Meter
- 2003: 13. Platz Weltmeisterschaften 5000 Meter, Schweizer Meister 5000 Meter und Crosslauf lange Distanz, Schweizer Hallenmeister 3000 Meter, 18. Platz Cross-Weltmeisterschaften
- 2004: Schweizer Hallenmeister 3000 Meter
- 2005: 14. Platz Weltmeisterschaften 10'000 Meter; Schweizer Hallenmeister 3000 Meter; Sieger Post-Cup
- 2006: 4. Rang Europameisterschaften 10'000 Meter; Schweizer Hallenmeister 3000 Meter; 10. Platz Cross-Europameisterschaften
- 2007: Schweizer Meister 10-km-Strassenlauf; 6. Rang Köln-Marathon
- 2009: Schweizer Meister 5000 Meter und Halbmarathon; Sieger Post-Cup
- 2010: 6. Rang Europameisterschaften; Schweizer Meister 5000 Meter und 10'000 Meter

## Persönliche Bestleistungen
- 1000 Meter: 2:25,72 min (29. Mai 2003 in Langenthal)
- 1500 Meter: 3:46,66 min (28. Juni 2003 in Bern)
- 3000 Meter: 7:50,62 min (5. Juni 2005 in Cottbus)
- 3000 Meter Steeple: 8:22,24 min (4. Juni 2001 in Hengelo, Schweizer Rekord)
- 5000 Meter: 13:12,16 min (2. August 2003 in Heusden-Zolder)
- 10'000 Meter: 27:53,16 min (8. August 2005 in Helsinki, bis 30. Mai 2019 Schweizer Rekord)
- Halbmarathon: 1:03:41 h (9. September 2007 in Rotterdam)
- Marathon: 2:15:08 h (7. Oktober 2007, Köln-Marathon)